# Austria na Letnich Igrzyskach Olimpijskich 1988
Austrię na Letnich Igrzyskach Olimpijskich 1988 reprezentowało 73 zawodników.

## Zdobyte medale
| Medal | Zawodnik           | Dyscyplina | Konkurencja  |
| ----- | ------------------ | ---------- | ------------ |
| Złoto | Peter Seisenbacher | Judo       | waga średnia |